# Calothamnus
Calothamnus, Labill. (sinónimos botânicos: Billottia, Colla; e Baudinia, Lesch. ex DC.) é um género botânico pertencente à família Myrtaceae. O termo provém do grego, significando "arbusto belo". É constituído, de facto, por espécies arbustivas ou árvores de folhagem perene, ricas em óleos essenciais. As folhas tanto podem ser pequenas como grandes, mas dispostas em espiral, alternadas ou opostas, em tufos densos nas extremidades dos ramos, podendo ser herbáceas ou coriáceas. As flores podem ser, raramente, solitárias, ou, geralmente, agrupadas em inflorescências com número variável de flores consoante as espécies, nunca em posição terminal.
As suas espécies são nativas e endémicas do Sudoeste da Austrália.

## Espécies
- Calothamnus accedens, T.J.Hawkeswood
- Calothamnus affinis, Turcz.
- Calothamnus aridus, T.J.Hawkeswood
- Calothamnus asper, Turcz.
- Calothamnus baxteri, Hort.Angl.ex Klotzsch
- Calothamnus blepharantherus, F.Muell.
- Calothamnus blepharospermus, F.Muell.
- Calothamnus borealis, T.J.Hawkeswood
- Calothamnus brevifolius, T.J.Hawkeswood
- Calothamnus chrysanthereus, F.Muell.
- Calothamnus chrysantherus, F.Muell.
- Calothamnus clavatus, Mackay ex Lodd.
- Calothamnus crassus, (Benth.) T.J.Hawkeswood
- Calothamnus eriocarpus, Lindl.
- Calothamnus formosus, T.J.Hawkeswood
- Calothamnus gibbosus,  Benth.
- Calothamnus gilesii, F.Muell.
- Calothamnus gracilis, R.Br.
- Calothamnus graniticus, T.J.Hawkeswood
- Calothamnus hirsutus, T.J.Hawkeswood
- Calothamnus homalophyllus, F.Muell.
- Calothamnus huegelii, Schauer
- Calothamnus kalbarriensis, T.J.Hawkeswood
- Calothamnus knightii, Schauer
- Calothamnus laevigatus, Schauer
- Calothamnus lateralis, Lindl.
- Calothamnus laxus, Kunze
- Calothamnus lehmanni, Schauer
- Calothamnus lehmannii, Schauer
- Calothamnus longifolius, Lehm.
- Calothamnus longissimus, F.Muell.
- Calothamnus macrocarpus, T.J.Hawkeswood
- Calothamnus microcarpus, F.Muell.
- Calothamnus nodosus, Turcz.
- Calothamnus oldfieldii, F.Muell.
- Calothamnus pachystachyus, Benth.
- Calothamnus pallidifolius, (Benth.) T.J.Hawkeswood
- Calothamnus pinifolius, F.Muell.
- Calothamnus planifolius, Lehm.
- Calothamnus plumosus, Turcz.
- Calothamnus preissii, Schauer
- Calothamnus purpureus, Endl.
- Calothamnus quadrifidus, R.Br.
- Calothamnus robustus, Schauer
- Calothamnus rupestris, Schauer
- Calothamnus sanguineus, Labill.
- Calothamnus schaueri, Lehm.
- Calothamnus schoenophyllus, Schauer
- Calothamnus spathulata, Steud.
- Calothamnus spathulatus, Hort.ex Steud.
- Calothamnus suberosus, Schauer
- Calothamnus superbus, T.J.Hawkeswood & F.H.Mollemans
- Calothamnus torulosus, Schauer
- Calothamnus tuberosus, T.J.Hawkeswood
- Calothamnus validus, S.Moore
- Calothamnus villosus, R.Br.